# Verband Personal- und Ausbildungsfachleute
Der Verband Personal- und Ausbildungsfachleute (VPA) wurde 1994 in Zürich gegründet. Der VPA engagiert sich gesamtschweizerisch für die berufliche Kompetenz von Personal- und Ausbildungsfachleuten.

## Zweck
VPA, Verband der Personal- und Ausbildungsfachleute ist der Berufsverband für die Personal- und Ausbildungsfachleute. Der Verband wurde am 4. März 1994 gegründet und zählt gegen 500 Mitglieder.
Er setzt sich in der Trägerschaft der HR-Prüfungen (www.hrse.ch) wie Zertifikat Personalassistent/-in, Berufsprüfung HR-Fachmann/HR-Fachfrau mit eidg. Fachausweis, höhere Fachprüfung eidg. dipl. Leiter/-in HR ein. Der Verband fördert die berufliche und gesellschaftliche Akzeptanz und Anerkennung der Personal- und Ausbildungsfachleute und organisiert entsprechende Aus- und Weiterbildungen.
VPA der Berufsverband setzt sich für die Interessen der Mitglieder ein, vermittelt wichtige Informationen und gibt die Gelegenheit zum Erfahrungsaustausch.
Quelle: HRSE.ch

## Weblink
- www.vpa.ch Offizielle Website